# Burritos, Inspiration Point, Fork Balloon Sports, Cards In The Spokes, Automatic Biographies, Kites, Kung Fu, Trophies, Banana Peels We've Slipped On and Egg Shells We've Tippy Toed Over
Burritos, Inspiration Point, Fork Balloon Sports, Cards In The Spokes, Automatic Biographies, Kites, Kung Fu, Trophies, Banana Peels We've Slipped On and Egg Shells We've Tippy Toed Over (också känt som Shmap’n Schmazz) är det enda studioalbumet som släpptes av emogruppen Cap'n Jazz. Skivan gavs ut 1995 på skivbolaget Man With Gun Records.
När Pitchfork recenserade skivan 2018 skrev de att den "i praktiken influerat alla band som kallats midwestern emo". Rolling Stone listade albumet på sin lista över de 40 bästa emoalbumen, och skrev att skivan blev som en "ritning" för många efterföljande band.
Gruppen splittrades bara några månader efter att albumet gavs ut. Skivan blev i sin helhet inkluderad på antologin Analphabetapolothology som släpptes 1998.

## Låtlista
| Nr           | Titel                        | Längd |
| ------------ | ---------------------------- | ----- |
| 1.           | Little League                | 3:57  |
| 2.           | Oh Messy Life                | 2:03  |
| 3.           | Puddle Splashers             | 2:07  |
| 4.           | Flashpoint: Catheter         | 3:21  |
| 5.           | In the Clear                 | 1:57  |
| 6.           | Yes, I Am Talking to You     | 2:32  |
| 7.           | Basil's Kite                 | 2:36  |
| 8.           | Bluegrassish                 | 1:08  |
| 9.           | Planet Shhh                  | 2:59  |
| 10.          | The Sands Have Turned Purple | 2:45  |
| 11.          | Precious                     | 2:39  |
| 12.          | ¡Qué suerte!                 | 3:04  |
| Total längd: | Total längd:                 | 31:08 |